# Ballon (Charente-Maritime)
Ballon é uma comuna francesa na região administrativa da Nova Aquitânia, no departamento de Charente-Maritime. Estende-se por uma área de 12,18 km². Em 2010 a comuna tinha 817 habitantes (densidade: 67,1 hab./km²).